# مری الن داود

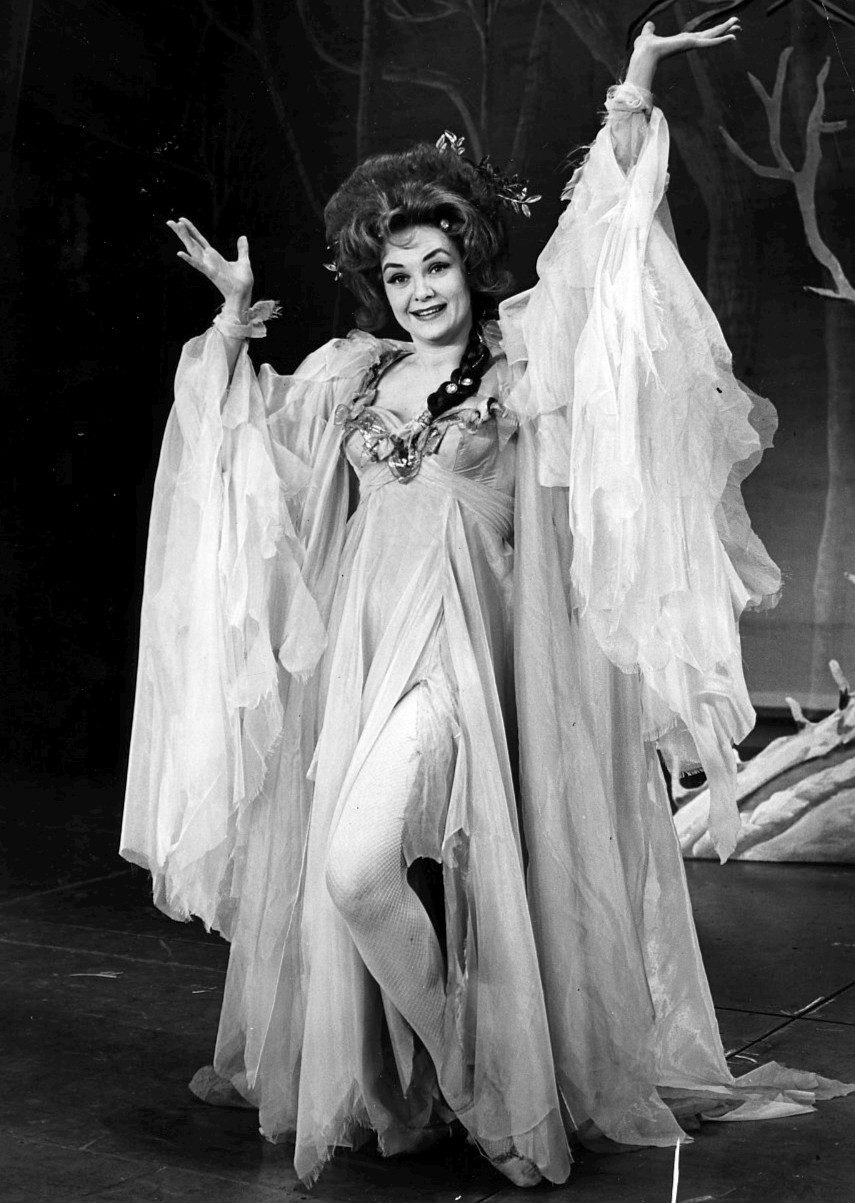
Dowd as Morgan le Fay in the Broadway show Camelot.

مری الن داود (زاده ۲ فوریه ۱۹۳۳ – درگذشته ۲۶ سپتامبر ۲۰۱۲) یک هنرپیشه تئاتر، فیلم موسیقی و خواننده آمریکایی بود که فعالیت حرفه‌ای او نیم قرن به طول انجامید. داود با شروع نقش‌ها و فیلم‌های شکسپیر در دهه ۱۹۵۰، تا قرن بیست و یکم به اجرای صحنه، سینما و تلویزیون ادامه داد. داود که در دهه ۱۹۶۰ در تئاتر برادوی اجرا می‌کرد، نقش مورگان لی فی را در موزیکال کملوت شروع کرد.
مری الن داود در شیکاگو، ایلینویز، دختر جان جی داود و کاترین (با نام خانوادگی اوکانر) داود به دنیا آمد. او در سال ۱۹۴۵ با خانواده‌اش به بون، آیووا نقل مکان کرد. دبیرستان را در آنجا تحصیل کرد در آنجا نام مستعار «مل» (M'el) را به او دادند، پس از دبیرستان، او قبل از نقل مکان به شهر نیویورک در تئاتر گودمن در شیکاگو تحصیل کرد.